# AK-Holstebro
Athletikklubben ”Holstebro” (forkortet AK-Holstebro, AKH) er en dansk atletikklub stiftet 2. oktober 1920 hjemmehørende i Holstebro. Foreningens træningsfaciliteter findes på Holstebro Idrætspark med kunststofbelægning fra 2007.
AK-Holstebro er en klub med cirka 100 medlemmer bestående af en ungdomsafdeling, en aktiv oldboys-afdeling samt en seniorelite-afdeling, der i 2010 sikrede sig oprykning til mændens Danmarksturneringens elitedivisionen.
Klubbens formand er Jakob Larsen.
Klubbens første danmarksmester var Ivan Hansen 1966, han havde også den danske rekord på 400 meter hæk i 1960'erne. Af dagens aktive kan nævnes Martin Krabbe, Andreas Martinsen, Jakob Larsen og Mathias Andersen. 